# Nagybudmér
Nagybudmér (deutsch Großbudmer, kroatisch Veliki Budmir) ist eine ungarische Gemeinde im Kreis Bóly im Komitat Baranya.

## Geografische Lage
Nagybudmér liegt 6,5 Kilometer südwestlich der Kreisstadt Bóly und 7,5 Kilometer nördlich der Stadt Villány. Nachbargemeinden sind Borjád, Kisbudmér, Kiskassa und Belvárdgyula.

## Sehenswürdigkeiten
- Römisch-katholische Kirche Szent Márton püspök, erbaut 1908
- Weltkriegsdenkmal (I-II. világháborús emlék)

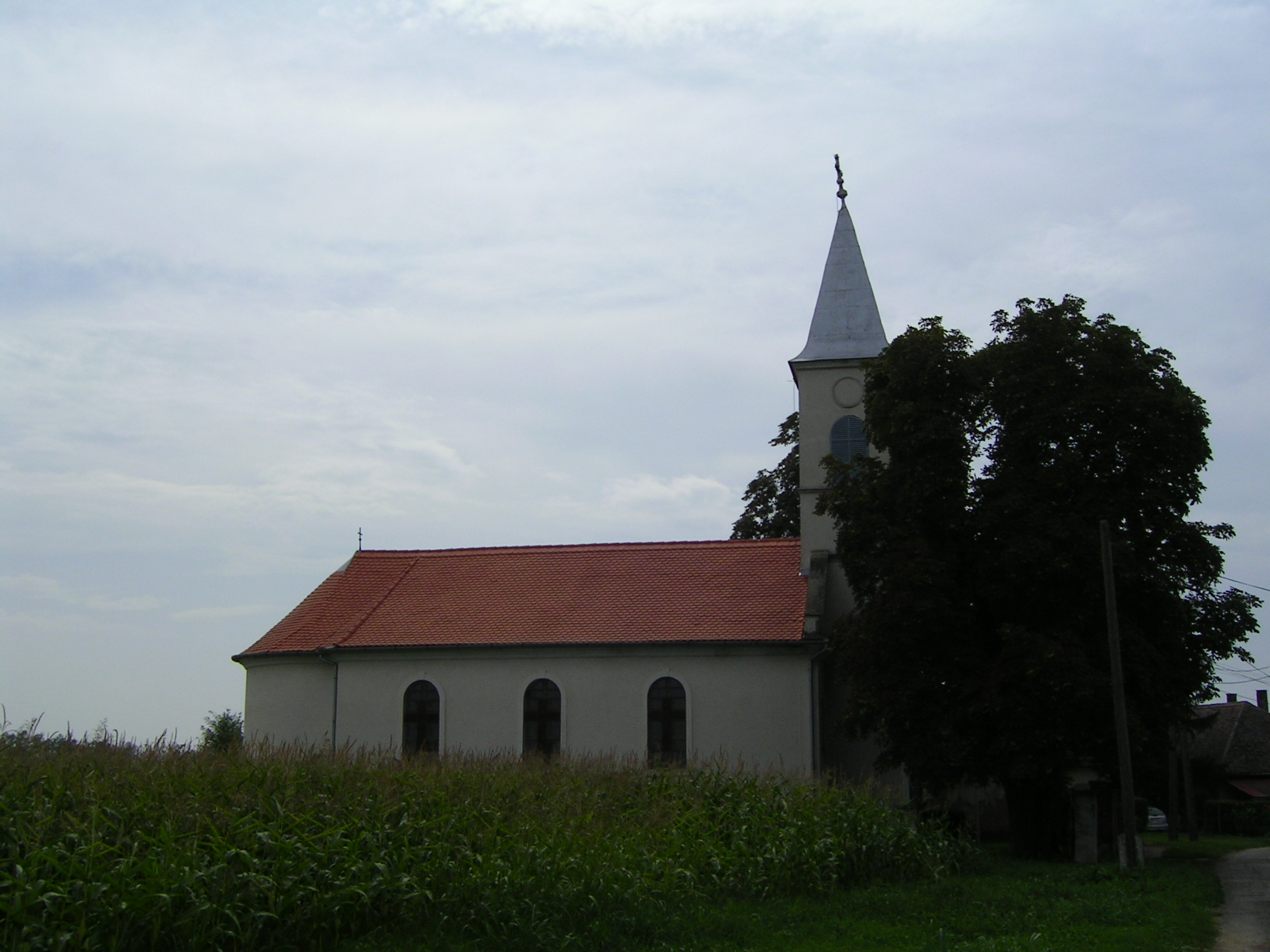
Röm.-kath. Kirche Szent Márton püspök

## Verkehr
Nagybudmér ist nur über eine Nebenstraße Nr. 57103 zu erreichen, zwei Kilometer östlich der Gemeinde verläuft die Landstraße Nr. 5701. Es bestehen Busverbindungen nach Bóly und nach Villány, wo sich der nächstgelegene Bahnhof befindet.